# موراندو ۵۷۰۲
سیارک ۵۷۰۲ (به انگلیسی: 5702 Morando، نامگذاری:1931FC) پنج هزار و هفتصد و دومین سیارک کشف شده‌است که در ۱۶ مارس ۱۹۳۱ و در هایدلبرگ کشف شد.
قدر مطلق سیارک برابر ۱۳٫۶۰ است.